# UTC+8:30
UTC+8:30 è un fuso orario, in anticipo di 8 ore e 30 minuti sull'UTC. Nessun Paese oggi adotta questo fuso orario.
Col nome di ora di Changbai, fu in uso in parte della Cina. È stato utilizzato in Corea del Nord dal 15 agosto 2015, al 5 maggio 2018, quando è stato abbandonato in favore del fuso UTC+9 usato dalla Corea del Sud.

## Zone
Dal 5 maggio 2018, dopo che la Corea del Nord è passata al UTC+9, nessun Paese utilizza questo fuso orario.

## Storia
Il 7 agosto 2015 la Corea del Nord ha annunciato che il 15 agosto, giorno del 70º anniversario dell'indipendenza del paese dall'Impero giapponese, le lancette sarebbero state spostate indietro di 30 minuti, passando quindi da UTC+9 (orario condiviso con Giappone e Corea del Sud) a UTC+8:30, creando quindi un nuovo fuso, non essendo quest'ora utilizzata in nessun altro paese.
Tra il 1912 e il 1949 fu uno dei fusi orari, noto come ora di Changbai, della Repubblica di Cina. Tra il 1954 e il 1961 fu invece utilizzato dalla Corea del Sud.

## Geografia
La Corea del Nord faceva parte delle regioni del mondo in cui il fuso orario non corrisponde a uno spostamento di un numero intero di ore rispetto all'UTC.
In teoria UTC+8:30 concerne una zona del globo compresa tra 120° e 135° E. Curioso è il fatto che il meridiano utilizzato, il 127° 30' E, divida il paese esattamente in due parti uguali, intersecando inoltre sulla propria strada le due metropoli di Hamhŭng e Hŭngnam.